# JR北海道H100型柴聯車
JR北海道H100型柴聯車（日语：JR北海道H100形気動車）是北海道旅客鐵路的柴聯車，於2020年3月14日投入服務。本型車暱稱「DECMO」為英語（裝有電動機的柴電車輛）縮寫。

## 概要

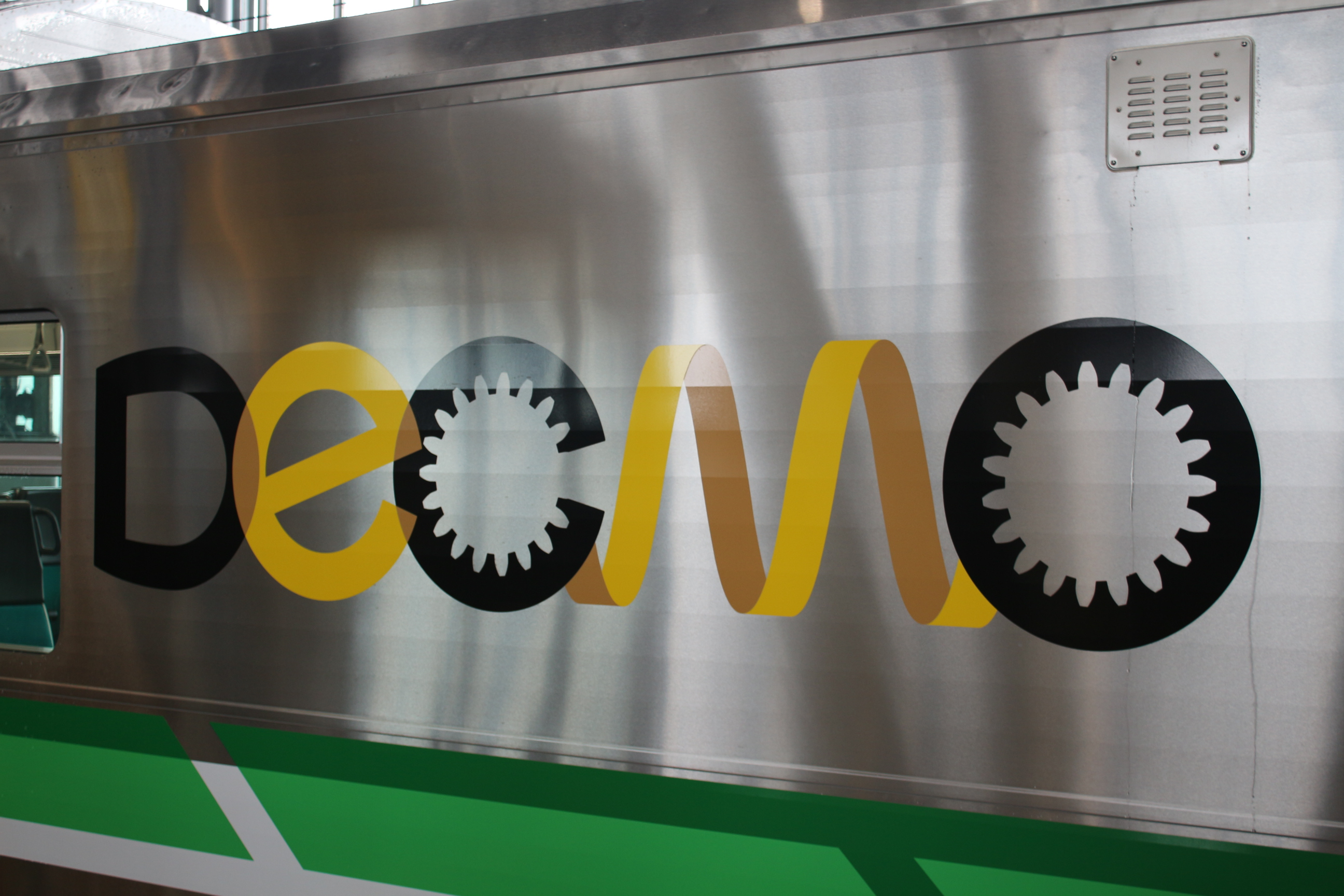
本列車的暱稱

由於用了超過30年的日本國鐵KiHa40系柴聯車已經嚴重老化，所以JR北海道購買了本列車來取代舊款列車。本列車也是JR北海道第一款柴電動力列車。為了減省研究成本，此列車以JR東日本GV-E400系作為藍圖，兩者硬體構造及外觀大致相同，僅針對塗裝與北海道的酷寒多雪天候加以修改，例如車內車頂冷暖氣的暖房能力為16千瓦，大於GV-E400系的12千瓦。
為與傳統液體變速機的柴聯車區別，JR北海道並未在此車型號加上「 KiHa」前綴字，也沒有像JR東日本GV-E400系一樣冠上「GV」做為前綴，僅在車號前加上「H」代表JR北海道。